# Pierre Aubenque
Pierre Aubenque (L'Isle-Jourdain, 23 luglio 1929 – Versailles, 23 febbraio 2020) è stato un filosofo francese.
Divenne noto soprattutto come commentatore di Aristotele, ispirandosi alla lettura della filosofia antica fatta da Martin Heidegger, sia pure con le dovute differenze.

## Biografia
Dapprima allievo dell'École normale supérieure di Ulm, Aubenque fu professore incaricato presso l'Università di Montpellier dal 1955 al 1960, poi professore a Besançon e all'Università Aix-Marseille. Dal 1969 fu docente di storia della filosofia antica all'Università di Parigi IV.
Aubenque mostrò che il concetto di analogia dell'essere, già utilizzato da Tommaso d'Aquino, è del tutto assente nel pensiero di Aristotele.
Pubblicò in francese nel 1972 il dibattito di Davos sul kantismo tra Heidegger e Cassirer.
Pierre Aubenque è morto a Versailles il 23 febbraio 2020.

## Opere
- Le problème de l'être chez Aristote. Essai sur la problématique aristotélicienne, Presses Universitaires de France, Paris, 1962 (“Il problema dell'essere in Aristotele. Saggio sulla problematica aristotelica”)
- La prudence chez Aristote, Paris 1963 (“La prudenza in Aristotele”)
- Sénèque, Paris, 1964 (“Seneca”)
- Concepts et catégories dans la pensée antique, Paris, 1980 (“Concetti e categorie del pensiero antico” - Saggi di vari autori)
- Problèmes aristotéliciens. Philosophie théorique, Paris, Vrin, coll. « Bibliothèque d'Histoire de la Philosophie », 2009. (Problemi aristotelici. Filosofia teorica)
- Problèmes aristotéliciens. Philosophie pratique, Paris, Vrin, coll. « Bibliothèque d'Histoire de la Philosophie », 2011. (Problemi aristotelici. Filosofia pratica)
- (con Pierre Rodrigo) Aristote et les choses humaines, suivi de "la politique stoïcienne." Didier. Paris, 1998 (“Aristotele e le cose umane, seguito di ‘La politica stoica’”)